# Gmina miejska Crveni krst
Gmina miejska Crveni krst (serb. Gradska opština Crveni krst / Градска општина Црвени крст) – gmina miejska w Serbii, w okręgu niszawskim, w mieście Nisz. W 2018 roku liczyła 30 939 mieszkańców.